# 朝鲜半岛新石器时代

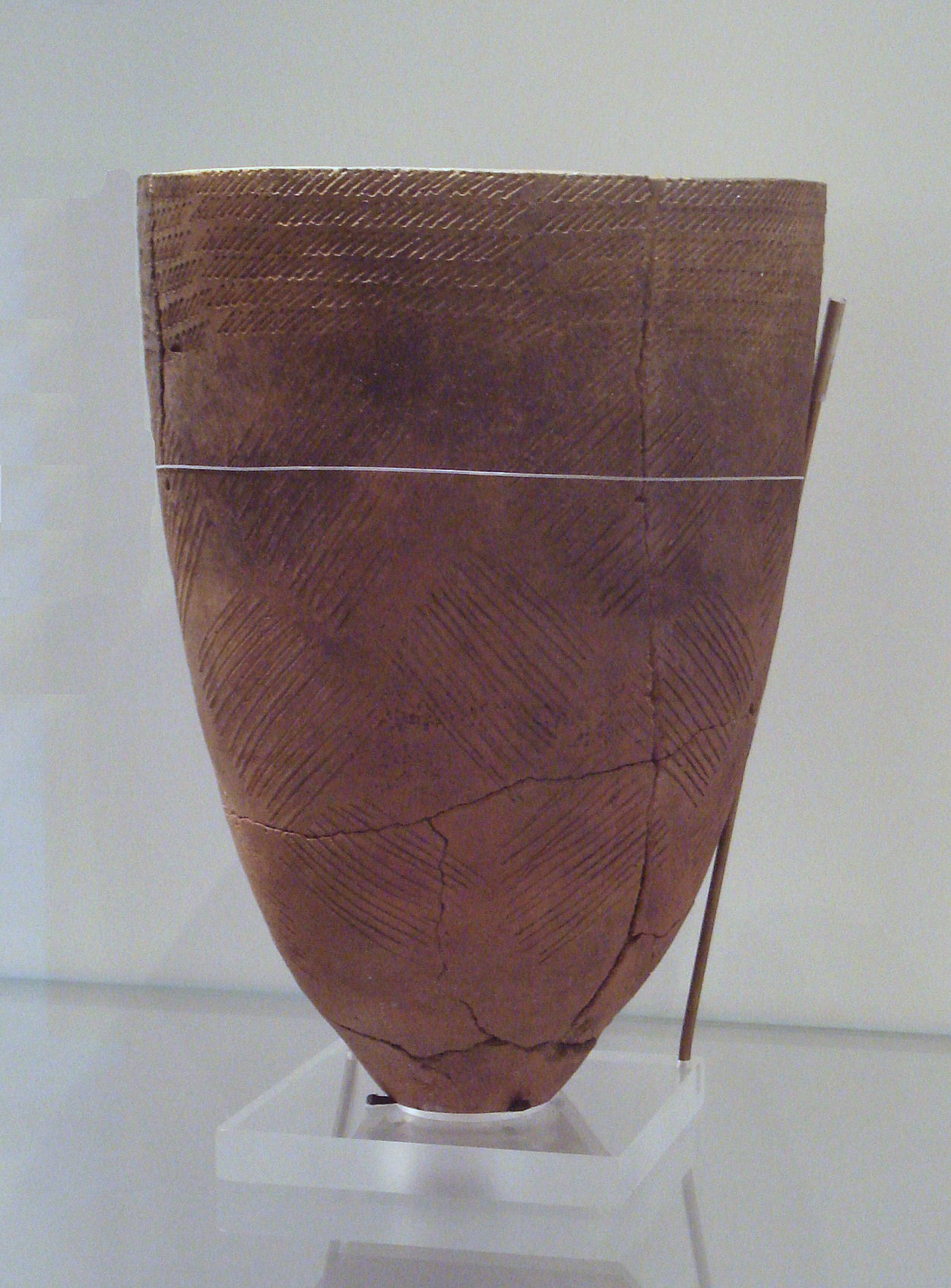
韩国首尔岩寺洞出土的公元前4000年的陶器

朝鲜半岛新石器时代一般是指朝鲜半岛公元前8000年至公元前1500年的历史时期，但也有公元前7000的朝鲜半岛新石器考古发现。公元前15世纪前后，朝鲜新石器时代被青铜时所代替。
朝鲜半岛新石器时代分为早、中、晚3期。早期陶器多为素面陶器，也有隆线纹和压印纹（称为先篦纹陶器）。此期遗址在朝鲜南部和北部有发现。中期年代大约开始于公元前3000年,此期属篦纹陶的鼎盛时期，文化分布范围较广。晚期年代大约开始于公元前2000年,陶器上除篦纹外，出现了雷纹和彩绘。
公元前4000多年的新石器时代， 朝鲜半岛就已发展起种植粟和黍的旱地农业。

## 参阅
- 史前朝鲜
- 朝鲜半岛旧石器时代
- 朝鲜半岛青铜器时代